# Éruption du mont Saint Helens en 1980
Vous lisez un « article de qualité » labellisé en 2006.
L’éruption du mont Saint Helens en 1980, dans l'État de Washington, est l’éruption volcanique la plus importante jamais enregistrée aux États-Unis dans les 48 États contigus. Avec un indice d’explosivité volcanique de 5 et 1,2 km3 de matière éjectée, elle a dépassé en puissance destructrice et en volume de matière rejetée l’éruption de 1915 du pic Lassen en Californie.
L’éruption fut précédée par deux mois de séries de tremblements de terre et de jets de vapeur résultant de l’infiltration de magma à faible profondeur en dessous de la montagne. Le magma provoqua un réseau de fractures et de déformations dans la face nord du volcan. Le 18 mai 1980 à 8 h 32, un tremblement de terre déclencha un glissement de terrain majeur sur la face nord, exposant du même coup la roche à moitié en fusion, riche en gaz et en vapeur, à des pressions plus basses. En moins de vingt secondes, le magma explosa sous forme d’un mélange de matériaux volcaniques très chauds. Cette nuée ardente se dirigea vers le lac Spirit à une vitesse telle qu’elle dépassa rapidement le glissement de terrain de la face nord.
Une colonne de cendres s’éleva alors dans l’atmosphère pour retomber sur le territoire de onze États américains. Dans le même temps, la neige et la glace de plusieurs glaciers présents sur le sommet se mirent à fondre, causant d’importantes coulées de boue, les lahars, qui atteignirent le lit du Columbia. Des épisodes volcaniques suivirent le lendemain, ainsi que d'autres éruptions moins destructrices au cours de l'année 1980.
On dénombra 57 morts, dont le géologue David A. Johnston. Des milliers d’animaux furent tués. Près de trois milliards de mètres cubes de roches (l’équivalent d’un cube de 1 400 m de côté) dévalèrent en avalanche le versant nord et comblèrent en grande partie la vallée de la rivière Toutle. Sur une étendue de 380 km2, les forêts furent remplacées par des collines arides et grises. Les dégâts furent estimés à 2 ou 3 milliards de dollars US de l'époque et le mont Saint Helens affichait désormais une plaie béante sur sa face nord. La zone est depuis préservée en l’état, dans le cadre du Mount St. Helens National Volcanic Monument.

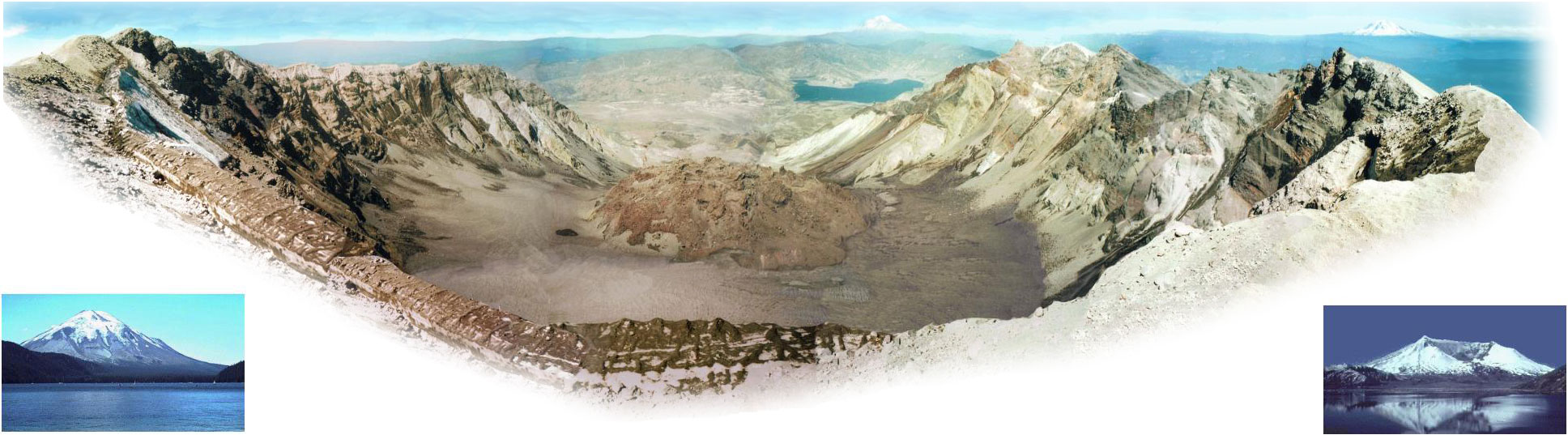
Le cratère du mont Saint Helens vu depuis Monitor Ridge. La photo de gauche est prise depuis Spirit Lake avant l’explosion, et celle de droite selon plus ou moins le même angle après l'éruption.

## Vers la catastrophe

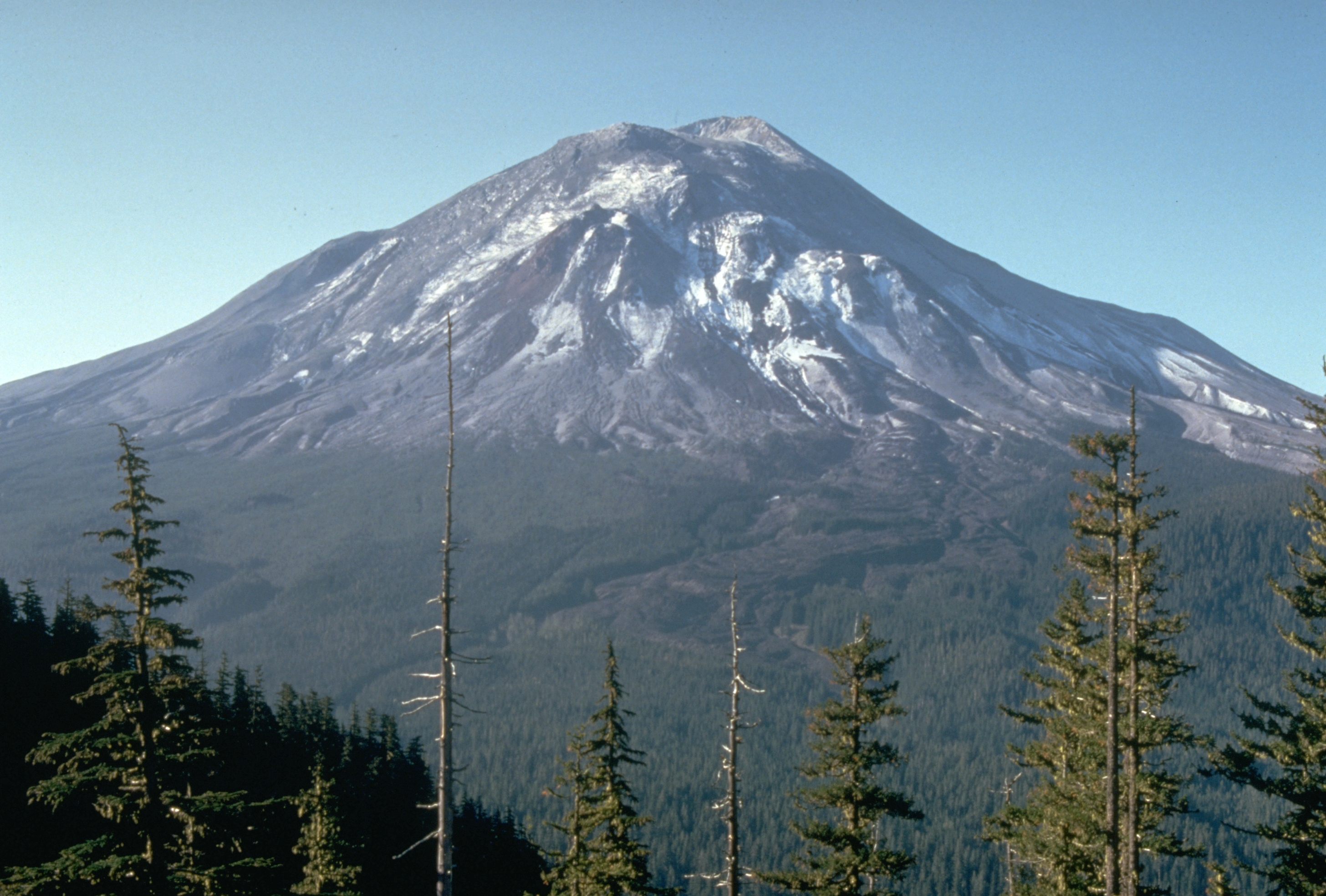
Mont St. Helens, 17 mai 1980.

Le 16 mars 1980, plusieurs petits tremblements de terre révèlent de possibles mouvements de magma. Le 20 mars, à 3 h 47 (heure locale), un tremblement de terre superficiel de magnitude 4,2 sur l’échelle de Richter, dont l’épicentre se trouve sous le flanc nord de la montagne, confirme que le volcan est bien en train de se réveiller après un sommeil de 123 ans. Une série de secousses de plus en plus violentes sature les sismographes de la région. La phase de secousses la plus intense débute le 25 mars à la mi-journée et des pics d'amplitude sont atteints à plusieurs reprises au cours des deux jours suivants. Au total, 174 secousses de 2,6 et plus sur l’échelle de Richter sont enregistrées durant ces deux jours. Des secousses chaque fois un peu plus violentes, de magnitude 3,2 et plus, se produisent au cours des mois d’avril et de mai. Cinq tremblements de terre de magnitude 4 et plus sont enregistrés chaque jour au début avril, et huit par jour au cours de la semaine précédant le 18 mai. Les observations ne montrent aucun signe direct d’une éruption prochaine, mais ces petits tremblements de terre déclenchent des avalanches de neige et de glace. Les observations atmosphériques en font état.
Le 27 mars une, peut-être deux éruptions phréatiques simultanées provoquent l’expulsion de débris de roche du cratère principal, créant un nouveau cratère de 76 m de profondeur et une colonne de cendres s’élève à 18 000 m. Le même jour, une fracture orientée vers l’est s’ouvre dans la zone du sommet du volcan. Ce phénomène est suivi d’une nouvelle série de tremblements de terre et d’explosions de vapeur d’eau qui projettent des cendres à 3 050-3 350 m au-dessus de leur conduit. La majeure partie des cendres retombe dans un rayon de 5 à 19 km, mais certaines retombées sont observées au sud de Bend (Oregon) et à l’est de Spokane (État de Washington), respectivement à 240 et 460 km de leur point de départ.
Un second cratère est observé le 29 mars. Une grande flamme bleue (probablement des gaz en combustion) jaillit des deux cratères,. Le nuage de cendres en mouvement génère de l’électricité statique qui descend le long des parois de la montagne et provoque des éclairs de plus de 3 km de long. 93 phénomènes violents sont répertoriés le 30 mars, et des vibrations harmoniques de plus en plus intenses sont détectées le 3 avril. Elles inquiètent grandement les géologues et poussent le gouverneur à déclarer l’état d’urgence.

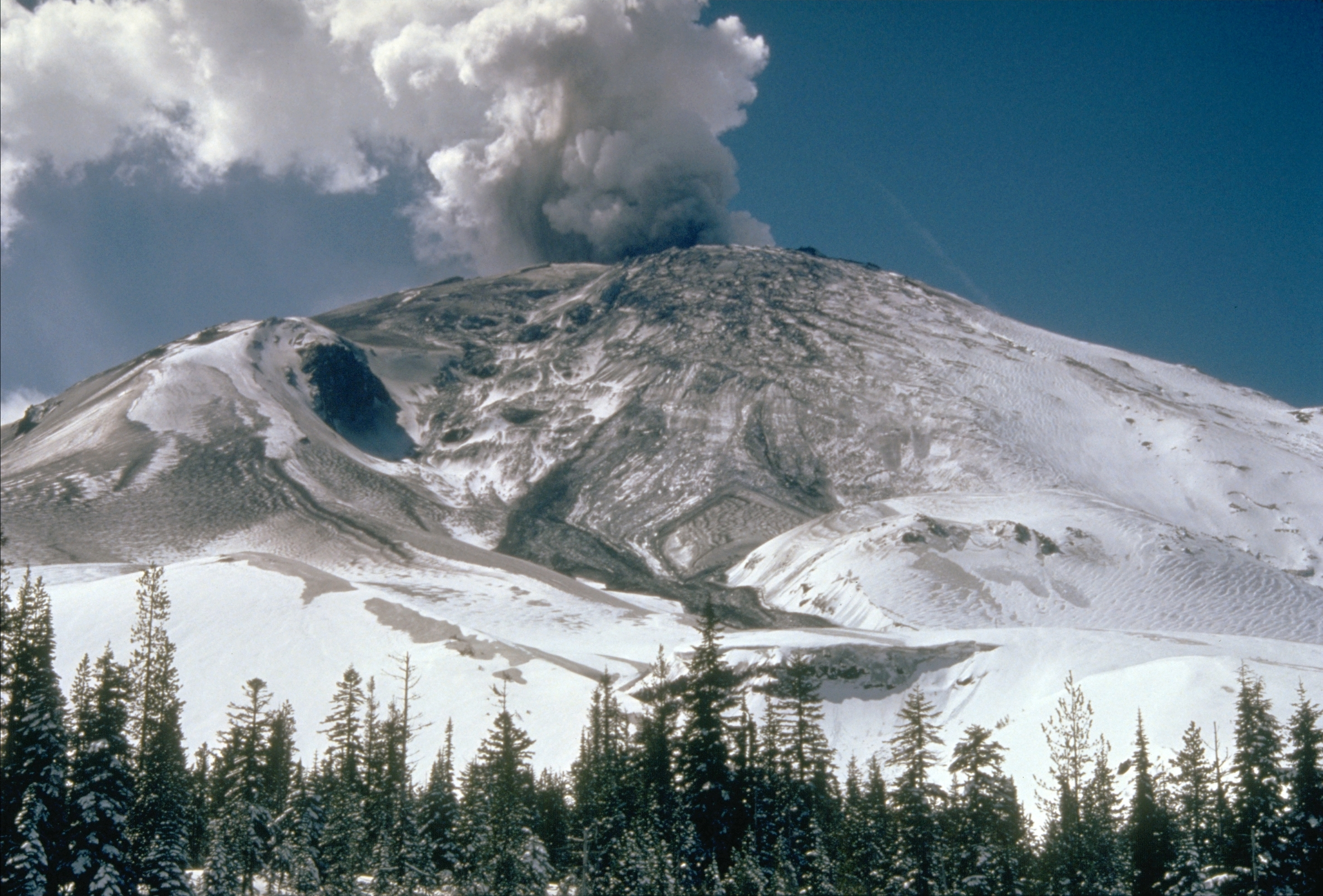
Photo de l’USGS montrant une éruption pré-avalanche le 10 avril.

Les deux cratères se rejoignent le 8 avril pour n’en former qu’un de 520 m sur 260 m. Une équipe du Bureau américain des recherches géologiques (USGS) a calculé qu’au cours de la dernière semaine d’avril, une partie du flanc nord du mont Saint Helens a été déplacée d’au moins 80 m. Fin avril et début mai, cette bosse grandit de 1,50 à 1,80 m par jour. À la mi-mai, elle gagne 120 m au nord. Au fur et à mesure de son déplacement vers le nord, le sommet de la montagne commence à s’effondrer, ces blocs formant un graben. Le 30 avril, les géologues annoncent que le déplacement de la bosse constitue le plus grand danger immédiat, et qu’un tel glissement de terrain pourrait provoquer une éruption. Au total, les déformations du volcan augmentent son volume de 125 000 000 m3 à la mi-mai Ce gonflement correspond sans doute au volume de magma qui exerce une pression sur la surface et provoque sa déformation. Le magma infiltré dans la croûte terrestre reste sous la surface et n'est donc pas directement visible. C’est pourquoi les observateurs de l’époque le qualifièrent de cryptodome plutôt que de dôme de lave (qui apparaît à la surface).

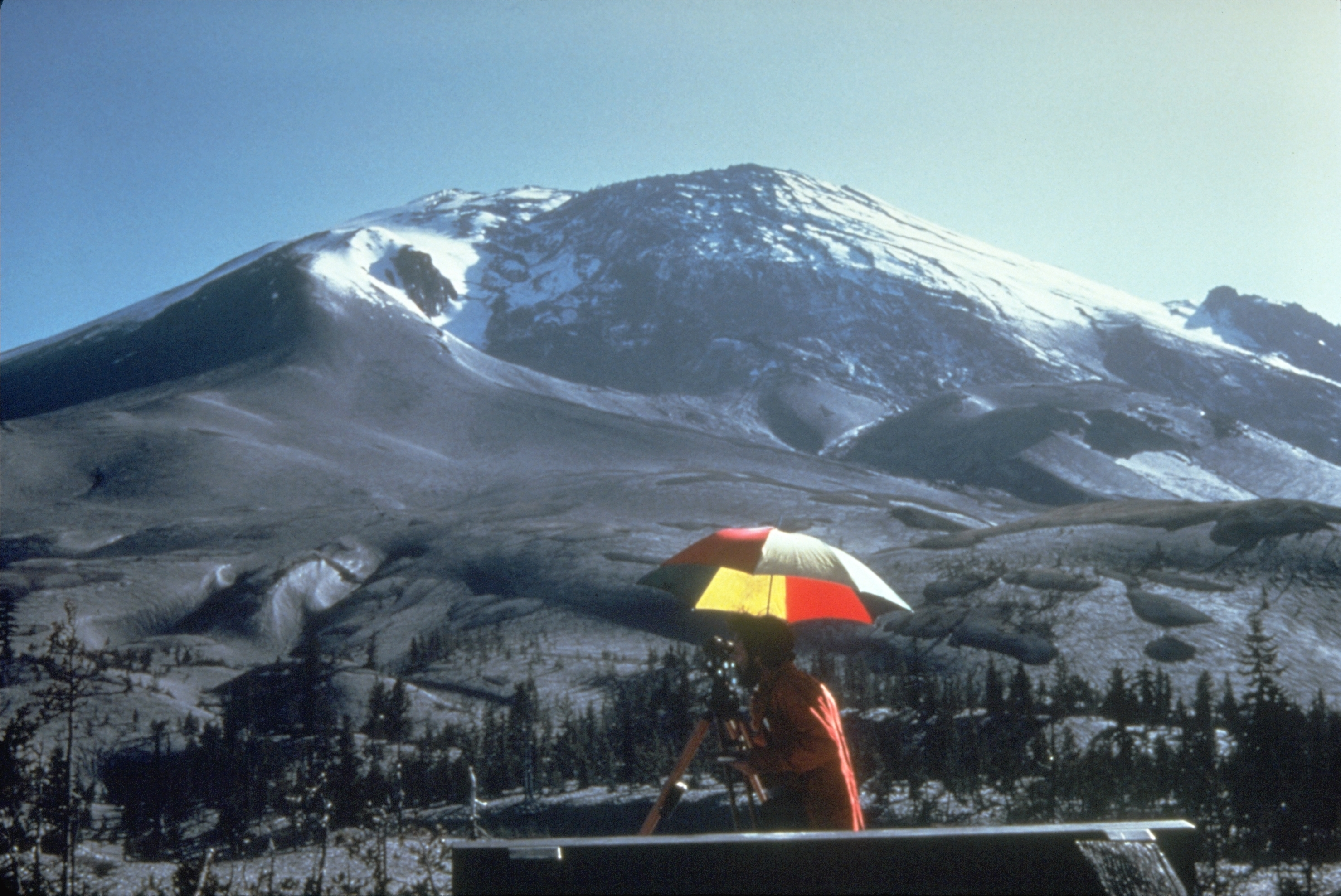
Photo montrant le renflement le 27 avril.

Le 7 mai, des éruptions similaires à celles observées en mars et avril se produisent. Dans les jours suivants, la déformation s'accroît dans des proportions gigantesques. Cependant, l'activité reste confinée sous le sommet vieux de 350 ans et ne provoque pas de jaillissement de magma. Au total, environ 10 000 tremblements de terre sont enregistrés avant les évènements du 18 mai. La plupart d'entre eux ont leur épicentre dans un petit périmètre de 2,6 km situé juste sous la bosse. Les éruptions directement visibles s'arrêtent cependant le 16 mai. L'intérêt du public retombe et des spectateurs quittent la zone. Le 17 mai, sous la pression grandissante de la population, les autorités permettent à un nombre limité de résidents de pénétrer dans la zone dangereuse pour sauver tout ce qu'ils peuvent emporter. Un nouveau voyage est programmé pour 10 heures le lendemain. À l'apogée de l'éruption, on estime que 0,11 km3 de magma dacitique s'est introduit dans le volcan. La montée du magma provoque une élévation de 150 m du flanc nord du volcan et augmente la température de son système hydrogéologique ce qui provoque des explosions de vapeur d'eau (éruptions phréatiques).

## Effondrement du flanc nord

Séquence de l'éruption du mont Saint Helens du 18 mai 1980. Légende : S = dôme sommital, C = dôme profond, G = dôme du bouc (?), L = glissement de terrain, E = premières explosions, V = colonne d’éruption verticale.

À 7 heures, le 18 mai, le volcanologue de l’USGS David A. Johnston, en permanence de nuit sur un poste d’observation à près de 10 km au nord du mont, transmet par radio les résultats de mesures laser qu'il vient de réaliser. L'activité du mont Saint Helens ce jour ne montre aucun changement par rapport au modèle du mois précédent. Ni la vitesse de gonflement du volcan, ni les émissions de dioxyde de soufre, ni l'évolution de la température du sol ne laissent présager une éruption catastrophique.

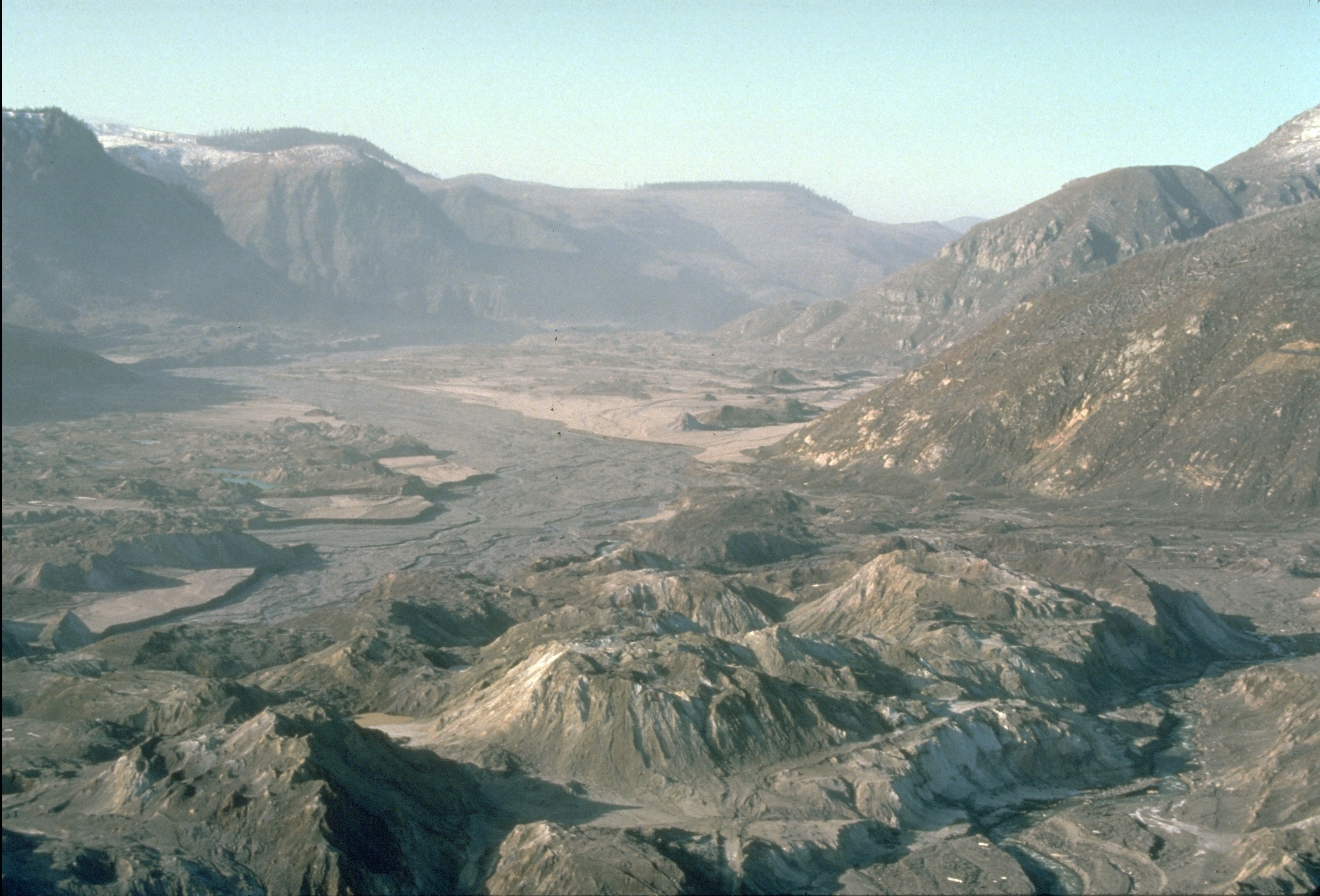
La vallée de la North Fork Toutle River comblée par des dépôts de glissement de terrain.

À 8 h 32, un tremblement de terre de magnitude 5,1 fait s'effondrer, environ 10 secondes après (entre 7 et 20 secondes), la face nord de la montagne. C'est l'un des plus grands glissements de terrain connus de l'histoire. Il progresse à vive allure, entre 175 et 250 km/h, et traverse le bras ouest du lac Spirit ; une partie du glissement atteint une crête de 350 m de haut à quelque 9,5 km au nord. Une partie du glissement passe par-dessus la crête, mais la majeure partie s'écoule 21 km en contrebas, le long de la rivière North Fork Toutle, recouvrant la vallée d'une couche de débris épaisse de plus de 180 m. Une surface de près de 62 km2 est recouverte et le volume total des dépôts atteint 2,9 km3.
La majeure partie de l'ancienne face nord du mont Saint Helens n'est plus qu'un amas de gravats de 27 km de long, pour une épaisseur moyenne de 46 m. L'effondrement, large de 1,6 km au niveau du lac Spirit, s'affine dans son extrémité occidentale. L'eau du lac Spirit, temporairement déplacée par le glissement de terrain, génère une vague de 180 m de haut qui va s'écraser contre la crête au nord du lac et ajoute 90 m de gravats à l’ancien lit du lac, élevant sa surface de près de 60 m. Quand l'eau revient dans son bassin, elle charrie des milliers d'arbres abattus par la coulée pyroclastique qui est passée quelques secondes après l'éboulement.

## Coulées pyroclastiques

### Première nuée latérale

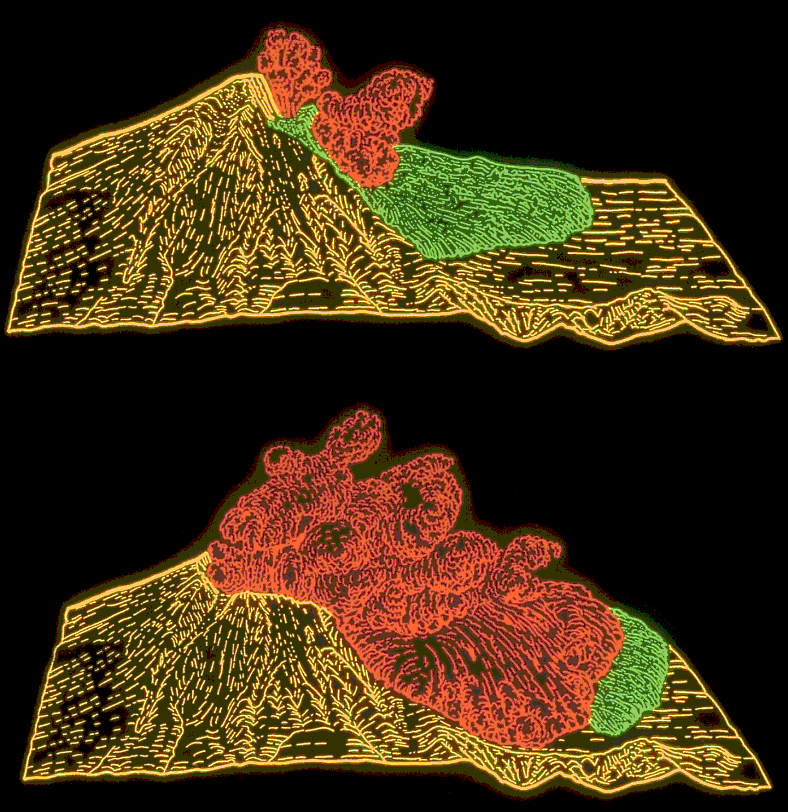
Représentation 3D du recouvrement du glissement de terrain du 18 mai (en vert) par le premier écoulement pyroclastique (en rouge).

À la suite d'un glissement de terrain, la pression du magma dacitique dans le cratère de Saint Helens chute soudainement, provoquant l’explosion immédiate des gaz magmatiques et de la vapeur d’eau sus-jacente. L’explosion projette une partie des débris rocheux du glissement de terrain vers le nord. Une nuée ardente composée de gaz surchauffés, de cendre, de pierre ponce et de roche pulvérisée s’échappe latéralement à une vitesse initiale de 350 km/h et accélère rapidement pour atteindre les 1 080 km/h (elle peut dépasser brièvement la vitesse du son),.
Une zone en forme d’éventail de 30 km de long est dévastée. En tout, près de 600 km2 de forêt disparaissent et la fournaise tue les arbres bien au-delà de la zone d’impact direct. L’explosion latérale ne dure probablement qu’une trentaine de secondes mais le rayonnement de chaleur en direction du nord se poursuit pendant une minute environ.
L’écoulement pyroclastique provoque l’évaporation instantanée de l’eau du lac Spirit et de la rivière North Fork Toutle, cause d’une explosion secondaire encore plus importante, entendue jusqu’en Colombie-Britannique, au Montana, dans l’Idaho et dans le Nord de la Californie. Paradoxalement, l’explosion passe inaperçue dans des zones plus proches de l’éruption (par exemple Portland, dans l’Oregon). La zone dite « de tranquillité » s’étend radialement sur quelques dizaines de kilomètres autour du volcan. Elle résulte de la propagation complexe d’une onde sonore dans une atmosphère soumise à un gradient de température et à d’importants mouvements de masses d’air. Elle s’explique également, dans une moindre mesure, par la topographie locale.

### Dégâts engendrés par le premier écoulement
Les personnes présentes dans la « zone de tranquillité » assistent alors à l'élévation des cendres depuis la base nord du volcan. La nuée latérale, se déplaçant à une vitesse quasi-supersonique et composée de débris, dévaste la région sur plus de 30 km. La zone touchée peut être divisée en trois régions à peu près concentriques :
1. zone directe, la plus proche du volcan avec un rayon d'environ 13 km. La destruction y est presque totale, que ce soit pour les éléments naturels ou les constructions qui sont soufflées[13]. Cette zone est par la suite appelée la tree-removal zone (littéralement « la zone des arbres disparus »). Le transport des débris par la nuée ne fut pas détourné par la topologie des lieux.
2. zone canalisée, la zone intermédiaire sur un rayon de 30 km. La nuée aplatit tout sur son passage mais est également en partie canalisée par le relief[13]. Dans cette zone, la force et la direction du souffle peuvent être estimées en regardant l'alignement des troncs sur le sol. Les arbres sont cassés à leur base et tombent dans la direction empruntée par l'écoulement. La zone sera nommée tree-down zone (« la zone des arbres tombés »)
3. zone desséchée, la frange externe de la région touchée par le souffle. Les arbres restent debout mais sont brûlés par les gaz dont la température s’élève à plusieurs centaines de degrés[13]. On lui attribua ensuite le nom de standing dead zone, soit la « zone des morts-debout ».

Des études ultérieures montrèrent qu'environ un tiers des 188 000 000 m3 de la matière présente dans la nuée était de la lave récente, le reste étant composé de roches plus anciennes et fragmentées.

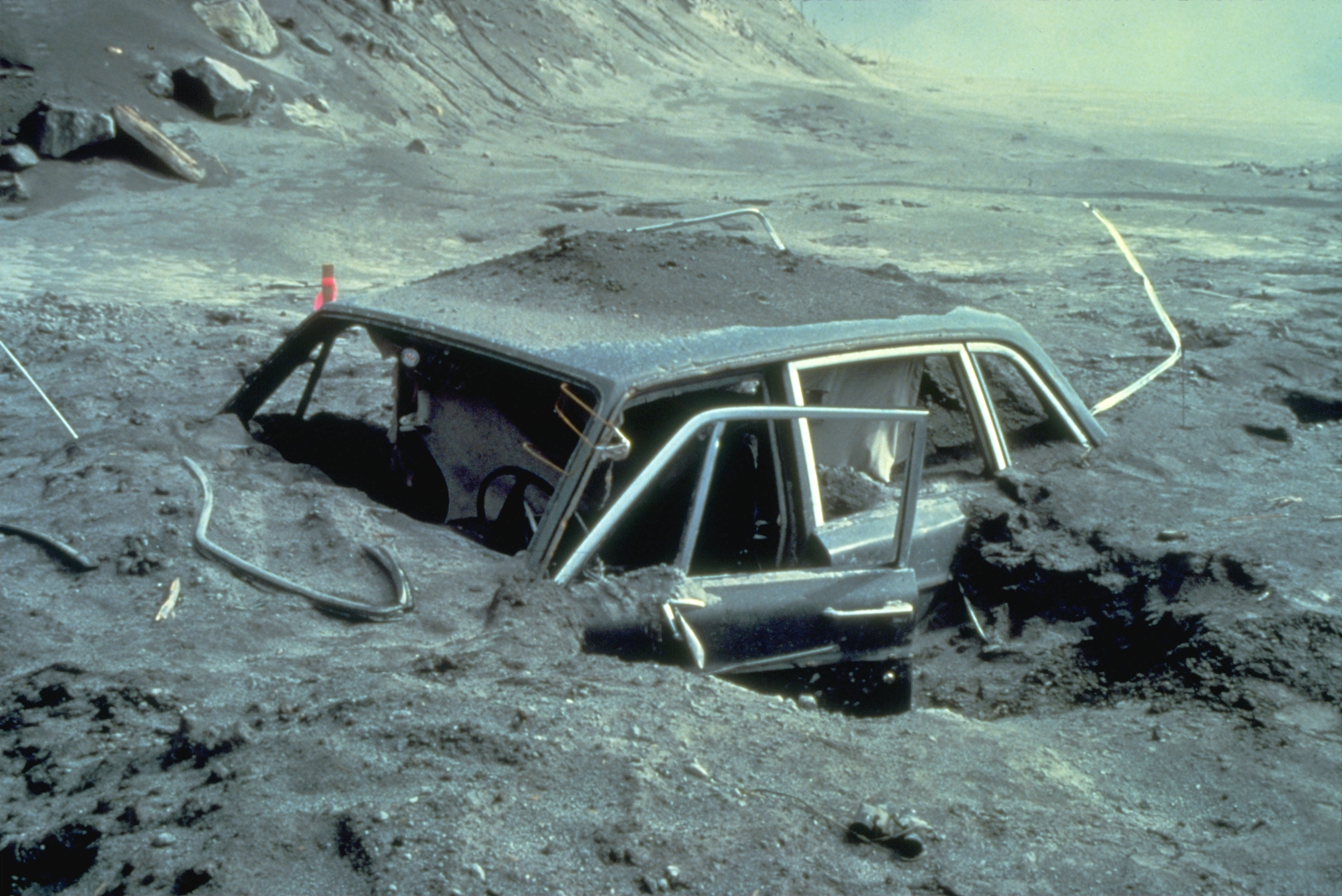
La voiture du photographe Reid Blackburn après l’éruption.

Au moment où la nuée ardente atteint ses premières victimes humaines, sa température est de l’ordre de 360 °C. Elle est composée de gaz suffocants et de projectiles pointus. La plupart des victimes meurent par asphyxie, les autres périssent des suites de leurs brûlures.

### Coulées postérieures
Les épanchements ultérieurs de matériaux pyroclastiques, provenant de la brèche laissée par le glissement de terrain, sont essentiellement constitués par de nouveaux débris magmatiques plutôt que par des fragments de roches volcaniques préexistantes. Les dépôts résultants forment un motif en éventail de couches, langues et lobes superposés. L'éruption du 18 mai engendre au moins 17 coulées pyroclastiques différentes, d'un volume total d'environ 208 millions de mètres cubes.
Les dépôts de la coulée sont encore à une température comprise entre 300 et 420 °C deux semaines après leur éruption. Des éruptions secondaires de jets de vapeur, nourris par la chaleur, créent des cavités dans les dépôts de coulées pyroclastiques situées dans la partie nord, au bord sud du lac Spirit et le long de la partie la plus au nord de la rivière North Fork Toutle. Ces explosions de vapeur perdurent sporadiquement pendant des mois, la dernière connue se produit environ un an après, le 16 mai 1981.

## Colonne de cendres

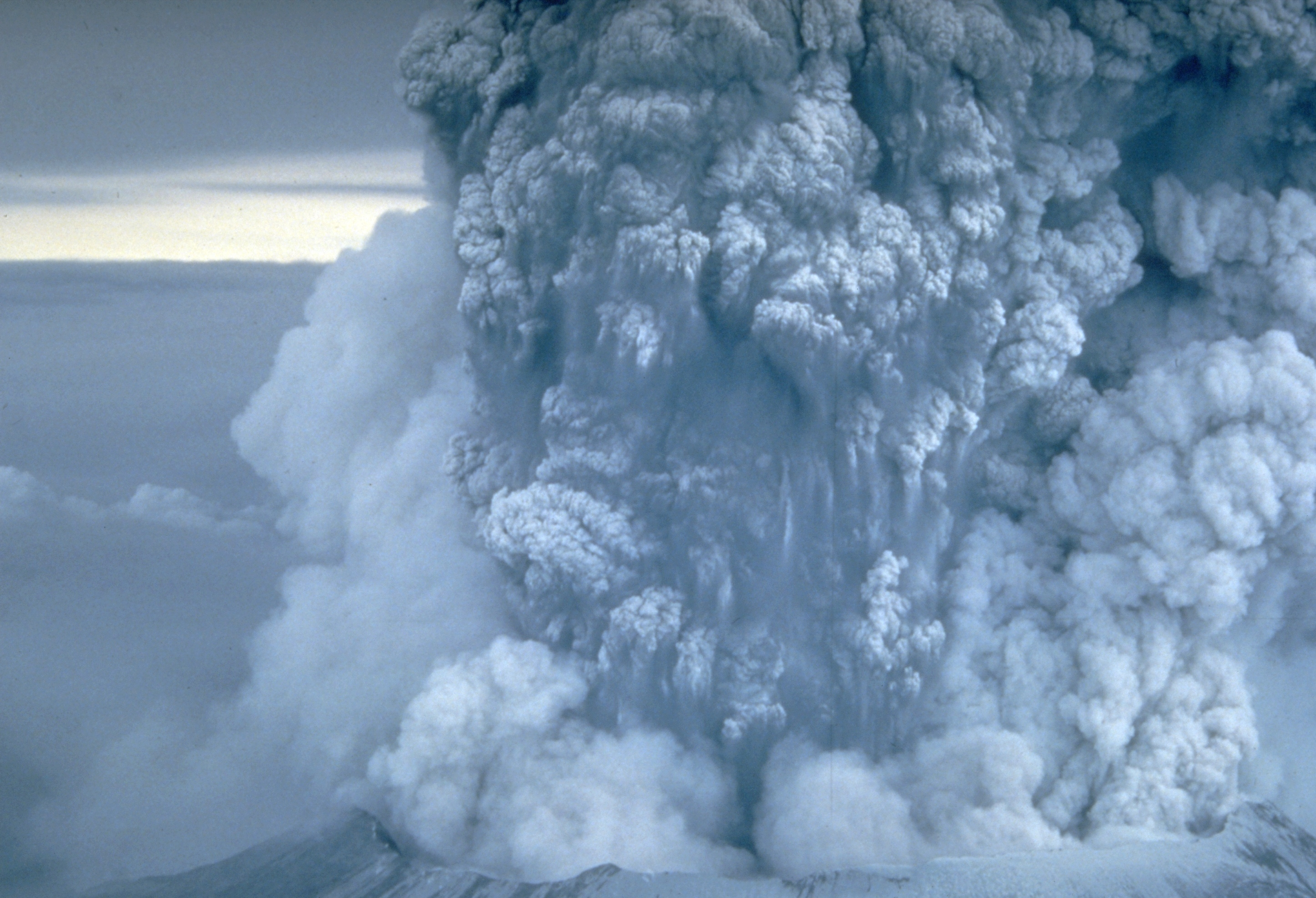
Photo de la partie basse de la colonne de cendres (18 mai).

Alors que l’avalanche et la nuée ardente initiale avancent toujours, une énorme colonne de cendres s’élève en moins de dix minutes jusqu’à une altitude de 19 km au-dessus du cratère et rejette des éjectas dans la stratosphère pendant 10 heures de suite. À proximité du volcan, les cendres en suspension dans l’atmosphère causent des décharges de foudre qui déclenchent de nombreux feux de forêt. Pendant ce temps, une partie du nuage de cendres — qui a pris la forme d’un champignon — retombe, augmentant encore les coulées pyroclastiques sur les flancs du mont Saint Helens. Plus tard, d’autres coulées, plus lentes, s’écoulent directement depuis le cratère, composées de bombes volcaniques de pierre ponce et de cendres très chaudes. Certaines de ces coulées couvrent des étendues d’eau ou de glaces qui s’évaporent, créant ainsi des cratères d’un diamètre allant jusqu’à 20 m et envoyant des cendres à 2 000 m au-dessus du sol.

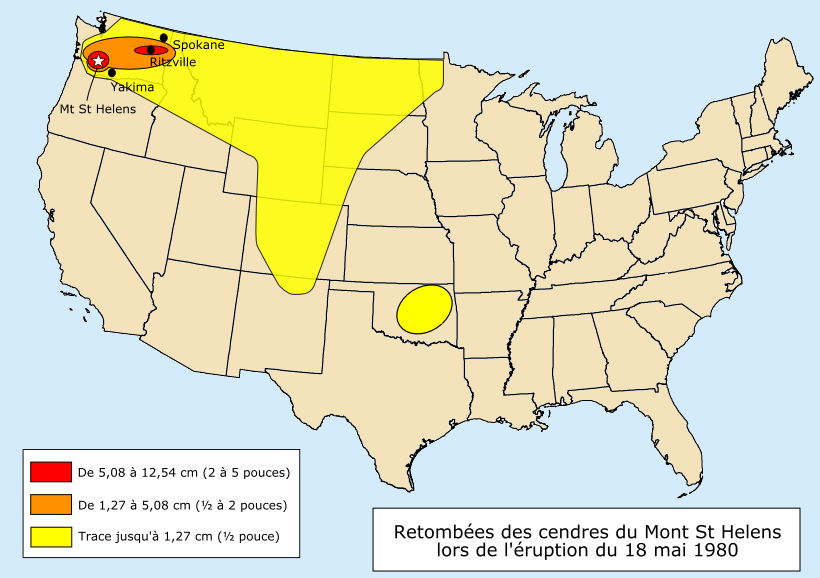
Carte de la distribution spatiale des cendres.

Des vents forts de haute altitude transportent une masse de cendres volcaniques selon une direction nord-nord-est, à une vitesse moyenne de 100 km/h. À 9 h 45, elles ont atteint Yakima, distante de 150 km, et à 11 h 45, elles survolent la ville de Spokane. Une épaisseur totale de 10 à 13 cm de cendres tombent sur Yakima et des zones aussi éloignées à l’est que Spokane sont plongées dans l’obscurité à midi : la visibilité est réduite à 3 m et 1 cm de cendres tombent. Quelques heures après l'éruption, la ville d'Ephrata, située au nord‑est du volcan à plus de 200 km du cratère, vit un crépuscule insolite : l'horizon devient tout rose et dans le ciel de lourdes nuées de cendres grisâtres laissent filtrer une lumière irréelle. Continuant vers l'est, les cendres du mont Saint Helens atteignent l’Ouest du parc national de Yellowstone vers 22 h 15 puis Denver le lendemain. À terme, les cendres se propageront jusque dans le Minnesota et l’Oklahoma, et une partie parcourra le globe dans les deux semaines qui suivirent.
Pendant les 9 heures d’activité éruptive intense, environ 540 millions de tonnes de cendres sont déversées sur plus de 60 000 km2. Le volume total des cendres avant qu’elles ne soient compactées par la pluie est de 1,3 km3, soit l’équivalent d’un cube de 1,1 km de côté, ce qui représente 7 % du volume des avalanches de débris. Le 18 mai vers 17 h 30, la colonne de cendres s'affaiblit, bien que des éjections moins violentes continuent dans la nuit et les jours qui suivent.

## Coulées de boue descendant le réseau hydrologique

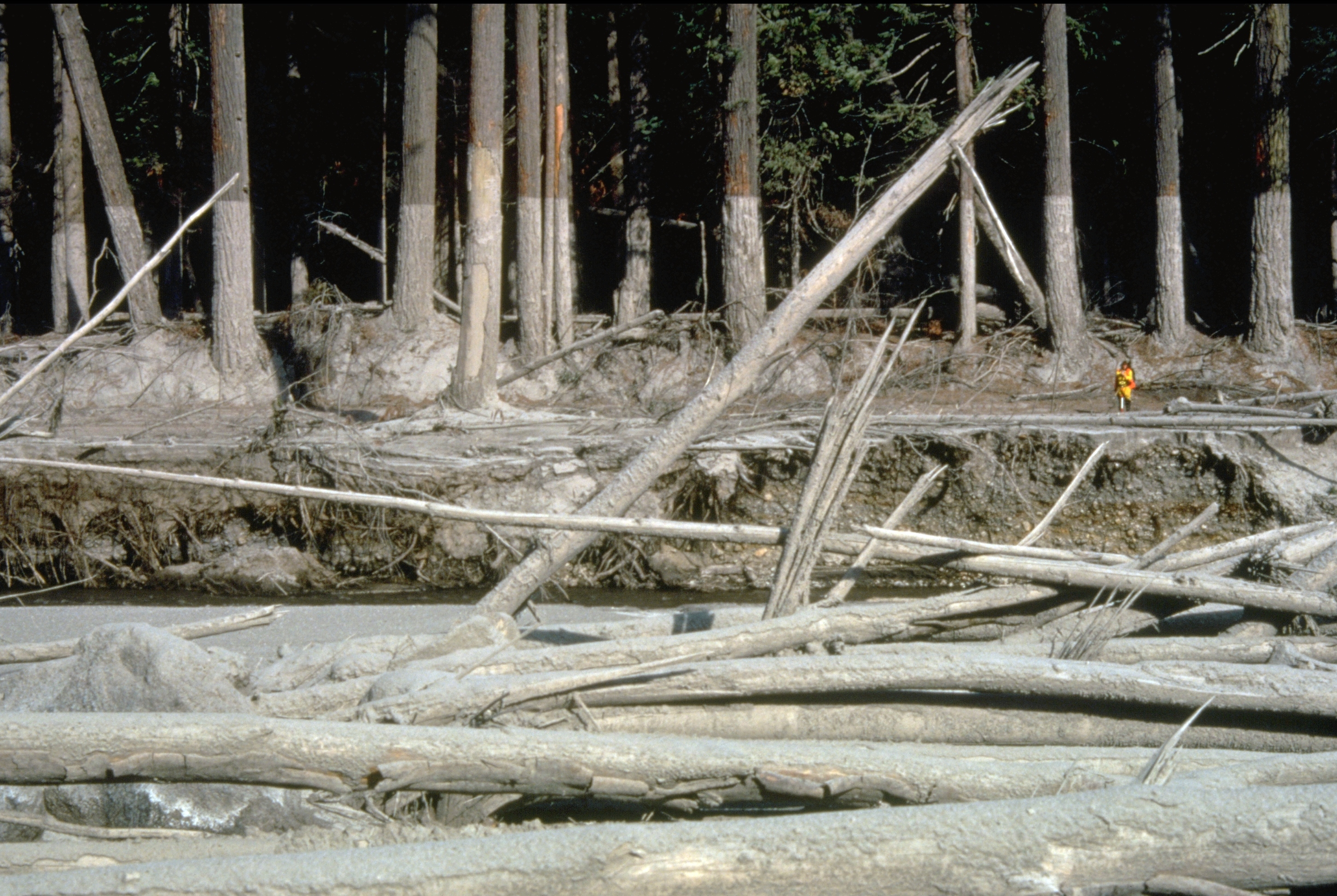
Coulée de boue près de Muddy River issue des lahars de 1980.

De la matière chaude et explosive sortant du volcan se disloque pour se mélanger avec la neige recouvrant les glaciers environnants. Comme dans la plupart des éruptions précédentes du mont Saint Helens, ceci entraîne la formation d'énormes lahars (coulées de boue volcanique) et de torrents de boue qui affectent trois des quatre réseaux hydrologiques de la montagne dès 8 h 50,. Les lahars descendent à plus de 145 km/h depuis le haut du volcan avant de progressivement ralentir jusqu'à la vitesse de 5 km/h dans les parties plus plates et larges des rivières. Les coulées de boue sur les flancs sud et est du volcan ont la consistance du béton humide alors qu'elles descendent les rivières Muddy, Pine Creek et Smith Creek jusqu'à leur confluence avec la rivière Lewis. Les premiers ponts sont atteints à l'embouchure de Pine Creek et du réservoir Swift, qui s'élève de 80 cm vers midi pour accueillir près de 13 millions de mètres cubes d'eau, boue et débris supplémentaires.
La neige fondue des glaciers se mélange avec les téphras présents sur la pente nord-est du volcan pour créer de plus larges lahars. Ces coulées de boue descendent les bras nord et sud de la rivière Toutle avant de se rejoindre au confluent des bras des rivières Toutle et Cowlitz près de Castle Rock dans l'État de Washington aux alentours de 13 h. Quatre-vingt-dix minutes après l'éruption, la première coulée de boue a parcouru 43 km de rivières alors que des observateurs à Weyerhaeuser's Camp voient passer un mur de boue et de débris de 3,7 m de haut. Près de la confluence des bras nord et sud de la Toutle à Silver Lake, le record de 7,16 m est enregistré.
Une large mais plus lente coulée de boue, d'une consistance dévastatrice, se crée au début de l'après-midi en amont de la North Fork Toutle. Vers 14 h 30 l'imposante coulée de boue détruit Camp Baker exploité par les industries forestières Weyerhauser, les heures suivantes sept ponts sont à leur tour emportés. Une partie de la coulée se fige 4 km après être entrée dans la rivière Cowlitz mais le plus gros continue à descendre le courant. Après un parcours supplémentaire de 27 km, environ trois millions de mètres cubes de matière se déposent dans le lit du fleuve Columbia, réduisant la profondeur de la rivière de 7,6 m sur une étendue de 6 km. La rivière résultante (de 4 m de profondeur) obstrue temporairement le canal très fréquenté par les navires cargos allant vers l'océan ; ce qui entraînera une perte économique estimée à 5 millions de dollars US pour la ville de Portland dans l'Oregon. Finalement, plus de cinquante millions de mètres cubes de sédiments seront déchargés dans la rivière Cowlitz et le fleuve Columbia.

## Retombées

### Conséquences directes

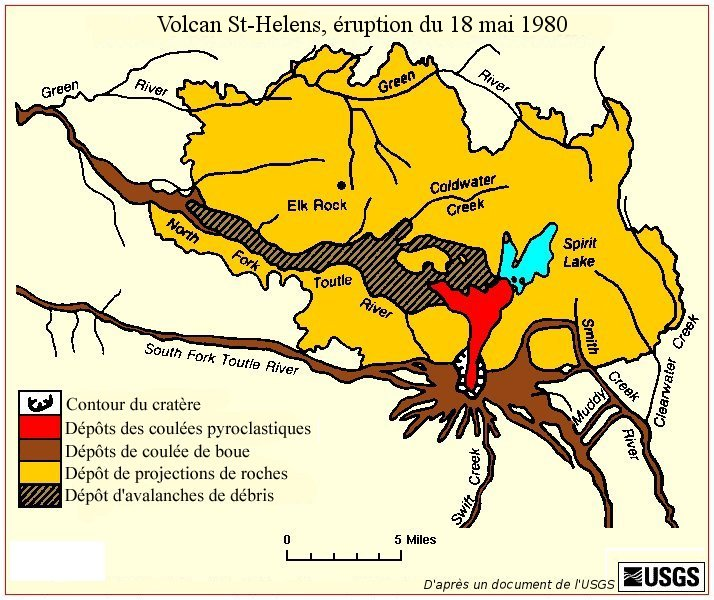
Carte des dépôts de l’éruption de 1980.

L'éruption volcanique du 18 mai 1980 fut la plus destructrice de l'histoire des États-Unis, aussi bien humainement qu'économiquement. Cinquante-sept personnes trouvèrent la mort et 200 habitations, 47 ponts, 24 km de chemin de fer et 300 km de routes furent détruits. Le président américain Jimmy Carter vint reconnaître les dommages et déclara que le paysage paraissait plus désolé que la surface de la Lune. Une équipe de cinéma fut déposée en hélicoptère sur le mont Saint Helens le 23 mai pour tourner un documentaire sur la destruction. Cependant, leurs boussoles ne cessaient de tourner et ils se perdirent rapidement. Une seconde éruption eut lieu le lendemain, mais l'équipe survécut et fut secourue deux jours plus tard.
Au total, le mont Saint Helens libéra une quantité d'énergie équivalente à 1 600 fois celle de la bombe d'Hiroshima et éjecta plus de 4 km3 de matière,. Un quart de ce volume était constitué de lave sous forme de cendres et de pierre ponce, tandis que le reste consistait en fragments de roches plus anciennes. La disparition de la partie nord de la montagne réduisit l'altitude du mont d'environ 400 m et laissa un cratère large de 2 à 3 km et profond de 640 m, à l'extrémité nord ouverte en une large brèche.

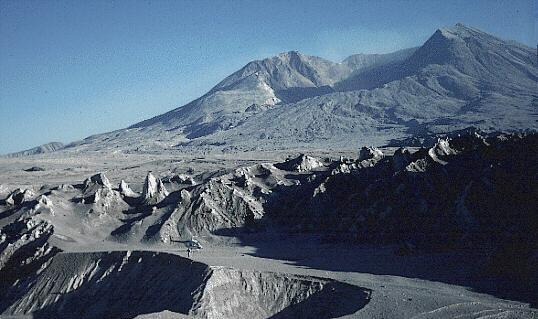
Le mont Saint Helens en septembre 1980.

Plus de 9,4 millions de m3 de bois furent endommagés ou détruits, d'abord par l'explosion latérale. Au moins le quart du bois endommagé fut récupéré après septembre 1980. Aux endroits abrités du vent par le volcan, où les cendres s'étaient accumulées, de nombreuses plantations agricoles produisant du blé, des pommes, des pommes de terre et de la luzerne furent détruites. Pas moins de 1 500 élans et 5 000 cerfs furent tués, et on estime à 12 millions le nombre d'alevins de saumons Chinook et Coho qui périrent dans la destruction de leurs élevages. Environ 40 000 autres jeunes saumons furent tués par les pales des turbines des générateurs hydroélectriques, car le niveau des réservoirs le long de la rivière Lewis devait rester bas pour faire face à d'éventuelles coulées de boue ou inondations. Enfin, les spécialistes ont calculé que l'éruption a libéré quelque 540 000 tonnes d'aérosols dans l'atmosphère ce qui a fait baisser de 0,1 °C la température moyenne de l'hémisphère nord.

### Déblayage
La pluie de cendres causa des problèmes majeurs, mais limités dans le temps, pour les moyens de transport, l’évacuation des eaux usées et les équipements de traitement de l'eau. La visibilité grandement réduite durant la pluie de cendres, nécessita la fermeture des autoroutes et des routes. L'autoroute 90 allant de Seattle à Spokane a été fermée pendant une semaine. Les transports aériens ont été interrompus de quelques jours à deux semaines, plusieurs aéroports à l'est de l'État de Washington étant fermés pour cause de l'accumulation de cendres et de la faible visibilité. Plus de mille vols commerciaux furent annulés à la suite de ces fermetures. Les cendres à grain fin ou graveleuses ont causé des problèmes substantiels aux moteurs à explosion et aux mécanismes et équipements électriques. La cendre contaminait les circuits d'huile, obturait les filtres à air et rayait les surfaces de glissement. Les cendres fines provoquaient des courts-circuits dans les transformateurs électriques qui à leur tour provoquaient des pannes d'électricité.
L'enlèvement et le stockage des cendres ont constitué une tâche monumentale pour certaines communes à l'est de l'État de Washington. L'État et les agences fédérales ont estimé que 1,8 million de mètres cubes de cendres — équivalentes à environ 900 000 tonnes — furent retirées des autoroutes et des aéroports dans l'État de Washington. Le ramassage des cendres coûta 2,2 millions de dollars et prit 10 semaines à Yakima. La nécessité de ramasser rapidement les cendres des routes et des ouvrages publics dicta le choix des sites d'entreposage. Certaines villes utilisèrent de vieilles carrières ou des décharges existantes ; d'autres créèrent des sites de stockage. Afin d'empêcher la dispersion des cendres par le vent, la surface de certains sites d'entreposage fut recouverte d'humus et réensemencée avec de l'herbe.

### Coût

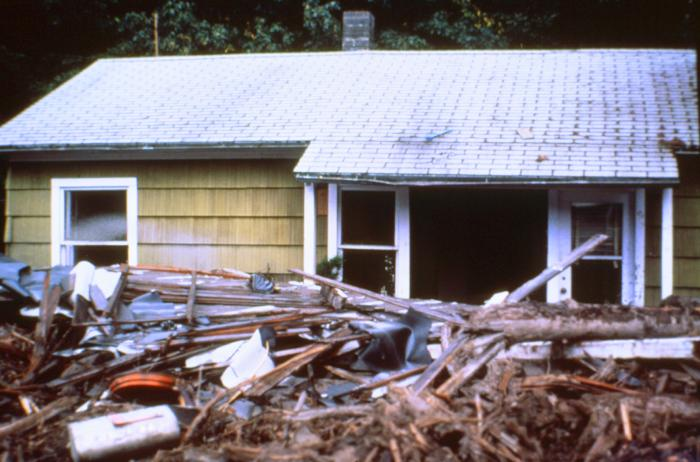
Une des deux cents maisons détruites par l’éruption.

Les premières estimations du coût de l'éruption se situaient entre 2 et 3 milliards de dollars. Plus tard, la Commission du commerce international des États-Unis détermina à la demande du Congrès qu'elle avait coûté 1,1 milliard. Une enveloppe supplémentaire pour catastrophe naturelle de 951 millions de dollars fut votée par le Congrès : la majeure partie de cette somme alla à la Small Business Administration, au U.S. Army Corps of Engineers, et à la Federal Emergency Management Agency.
L'éruption eut également des conséquences indirectes profondes. Le taux de chômage dans la région du mont Saint Helens fut multiplié par dix dans les semaines qui suivirent l'éruption. Il retomba pratiquement à son taux antérieur après le début des opérations de nettoyage des cendres et de coupe des arbres. Seul un faible pourcentage de résidents quitta la région en raison de la perte de leur emploi à la suite de l'éruption. Quelques mois après le 18 mai, certains résidents souffrirent de stress et de problèmes émotionnels, bien qu'ils n'eussent pas connu de tels problèmes sur le moment. Les comtés de la région demandèrent des fonds supplémentaires pour des programmes de traitement des problèmes psychologiques.
La réaction initiale du public à l'éruption du 18 mai eut un effet dévastateur sur l'industrie touristique de l'État de Washington, très importante dans cette région. Non seulement, le tourisme chuta dans la Mount St. Helens-Gifford Pinchot National Forest, mais les conventions, réunions et événement sociaux furent également annulés ou déplacés dans d'autres villes ou stations de l'État de Washington ou de l'Oregon. Cet impact sur le tourisme fut toutefois temporaire. Le mont Saint Helens a regagné son attrait touristique, peut-être en raison de son réveil. Le National Forest Service et l'État de Washington ouvrirent des centres d'accueil pour les visiteurs et permirent à ceux-ci de voir les dégâts causés par le volcan.

## Éruptions postérieures
Le mont Saint Helens subit cinq autres éruptions explosives durant l'été et l'automne de l'année 1980. Au cours des premiers mois de l'année, un total d'au moins 21 séquences d'activité éruptive ont eu lieu. Le volcan est resté actif, produisant de petites éruptions se caractérisant par des éjections fortes de cendres et un écoulement de lave épaisse construisant un nouveau dôme, et ce, jusqu'en 2005.

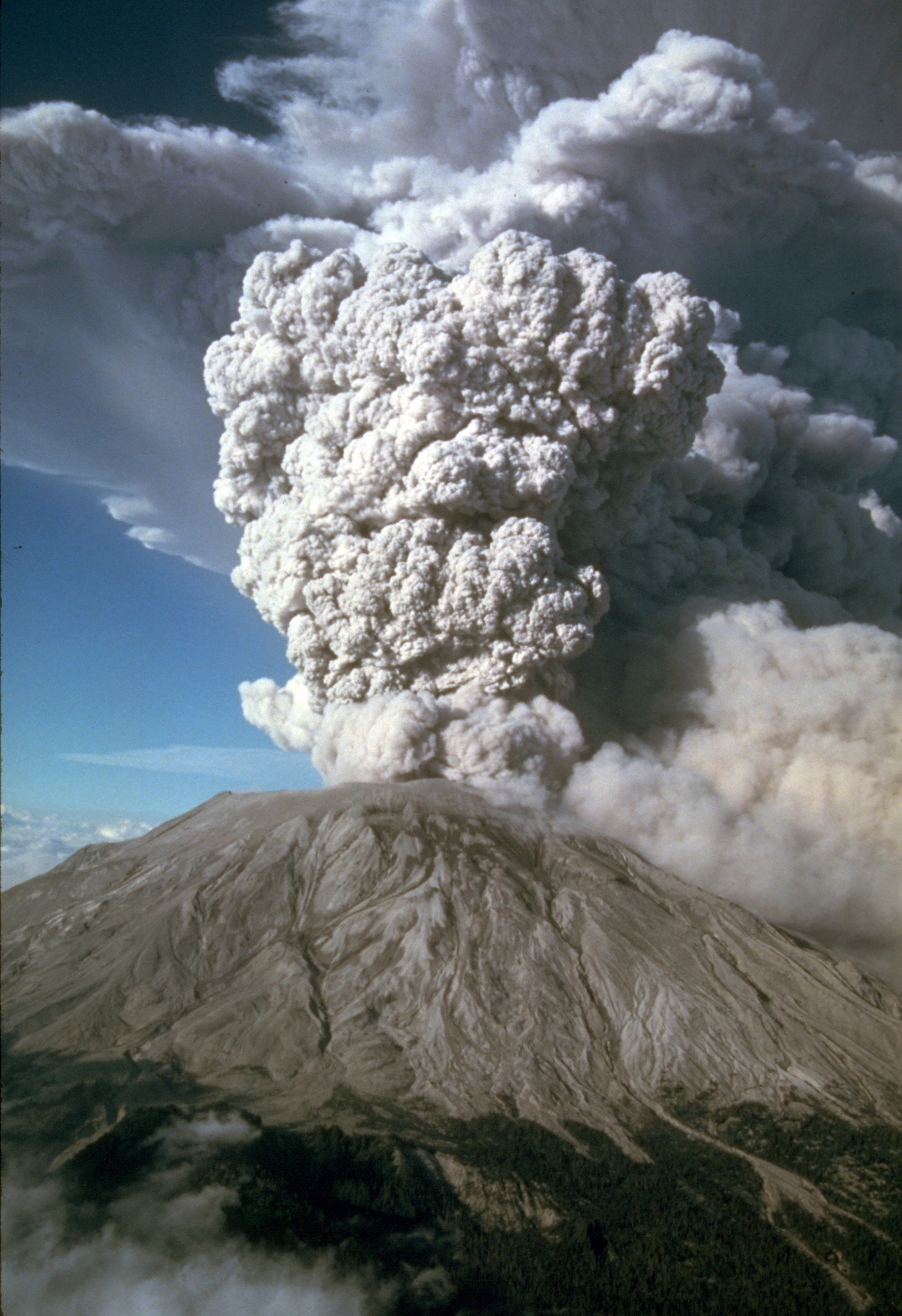
Éruption du 22 juillet 1980.

Une éruption se produisit le 25 mai 1980 à 2 h 30, propulsant une colonne de cendres à 14 km dans l'atmosphère. L'éruption eut lieu au cours d'un orage de pluie et fut précédée par une soudaine augmentation de l'activité sismique. Les vents irréguliers de l'orage portèrent les cendres de l'éruption vers le sud et l'ouest, déposant un voile de poussières sur de larges portions de l'Ouest de l'État de Washington et de l'Oregon. Les écoulements pyroclastiques s'échappèrent par la brèche nord et couvrirent les débris d'avalanche et autres écoulements pyroclastiques de l'éruption du 18 mai.
À 19 h 5, le 12 juin, un panache de cendres s'éleva à 4 km au-dessus du volcan. À 21 h 9, une explosion bien plus forte envoya une colonne de cendres à près de 16 km dans les airs. Un dôme de dacite se forma depuis le fond du cratère, grossissant jusqu'à atteindre une hauteur de 60 m pour une largeur de 365 m en l'espace d'une semaine.
Une série de fortes explosions le 22 juillet rompit plus d'un mois de calme relatif. L'épisode éruptif de juillet fut précédé par plusieurs jours d'expansion mesurable de la zone du sommet, une activité sismique augmentée et un taux d'émission de dioxyde de soufre (anhydride sulfureux) et de dioxyde de carbone modifié. La première étape, à 17 h 14, fut une colonne de cendres expulsée à 16 km, et fut suivie par une détonation plus véloce à 18 h 25 qui poussa la colonne plus haut que son altitude maximale précédente en seulement 7,5 min. L'explosion finale débuta à 19 h 1 et dura plus de deux heures. Quand la quantité, relativement faible, de cendres se déposa sur l'Est de l'État de Washington, le dôme construit en juin avait disparu.

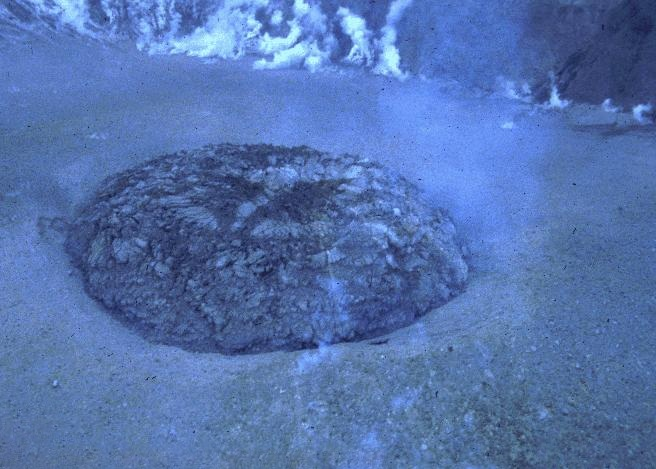
Le 3e dôme en croissance, le 24 octobre 1980.

L'activité sismique et l'émission de gaz s'accrurent de façon constante au début du mois d'août, et le 7 août à 16 h 26, un nuage de cendres s'étendit lentement jusqu'à 13 km d'altitude. De petits écoulements pyroclastiques sortirent par la brèche nord et un épanchement plus faible de cendres s'éleva depuis le cratère. Cela perdura jusqu'à 22 h 32 lorsqu'une seconde détonation projeta les cendres haut dans les airs. Un second dôme de dacite emplit la cavité quelques jours plus tard.
Les 2 mois de repos suivants virent leur terme lors d'une longue éruption entre le 16 octobre et le 18 octobre. Cet événement volatilisa le second dôme, propulsa ces cendres à 16 km dans les airs et créa de petits écoulements pyroclastiques rouge ardent. Un troisième dôme commença à se former dans les 30 minutes suivant l'explosion finale du 18 octobre, et en quelques jours, il atteignit environ 275 m de large et 40 m de haut.
Toutes ces éruptions postérieures furent calmes, se caractérisant par des éjections fortes de cendres et un écoulement de lave épaisse construisant un nouveau dôme, la première d'entre elles étant l'épisode qui s'étira du 27 décembre 1980 au 3 janvier 1981. En 1987, le 3e dôme avait dépassé les 900 m de largeur et les 240 m de hauteur. À cette vitesse et en supposant l'absence d'éruptions destructives, le sommet du mont Saint Helens devrait être reconstitué dans la seconde moitié du XXIIe siècle.